# Ingarrichiana
L'ingarrichiana (o anacreontica ingarrichiana) è una tipologia di composizione poetica introdotta nella prima metà dell'Ottocento da Ferdinando Ingarrica, giudice della Napoli borbonica e poeta per diletto, che la rese celebre nel 1834, quando diede alle stampe un opuscolo, in cui, ispirandosi, almeno secondo le sue intenzioni, al De Rerum Natura di Lucrezio, raccolse cento poesie didascaliche (da lui definite anacreontiche) su disparati argomenti e soggetti, tra cui scienze e belle arti, ma anche vizi e virtù dell'umanità.
A dispetto della bislacca e modestissima tempra di versificatore, e anzi, proprio per queste caratteristiche, la sua scalcinata arte poetica riusciva a raggiungere vertici di inconsapevole nonsense che gli garantirono un "successo strepitoso", testimoniato sia dalle vendite dell'unico opuscolo da lui dato a stampa, sia dall'immediato pullulare di imitatori ed epigoni, anonimi o apocrifi, tra cui è stato individuato anche Francesco Paolo Ruggiero, che trasformarono l'ingarrichiana in fenomeno culturale e poi in un vero e proprio genere letterario, dapprima napoletano, poi italiano. La versificazione à la Ingarrica, uscita dai confini dei circoli napoletani, passò attraverso la stagione del Futurismo, impegnando una pletora di poeti futuristi della cerchia fiorentina di Lacerba (tra cui Papini, Soffici, Marinetti), che si ispirarono proprio alla stramba maniera poetica ingarrichiana quando si cimentarono nella scrittura dei cosiddetti Versi maltusiani.
Il successo delle ingarrichiane si è prolungato, poi, nel XX secolo: tra coloro che si dilettarono nella composizione di versi ispirati alle ingarrichiane vi furono il comico Ettore Petrolini, il semiologo Umberto Eco, il biblista Paolo De Benedetti.

## Poetica "ingarrichiana"
Nella sua maniera di versificare, Ferdinando Ingarrica, pur "rozzo e comico", fu "significativo [...], con le sue scombiccherate strofette". Usava comporre opere di pochi versi (sempre in una coppia di quartine, tranne due di una sola quartina) con rime bislacche, ricorrendo a forzate licenze poetiche, a buffe storpiature o troncamenti di parole, e ad altre acrobazie verbali per adattare l'espressione alla metrica del verso. Si trattava di ottonari con rima AB BC. La curiosa cifra stilistica che contraddistingueva le sue composizioni era rappresentata dal primo verso, che iniziava sempre con il soggetto della composizione (per motivi mnemonici), e dall'ultimo verso di una composizione o di una quartina (l'ottavo e il quarto), quasi sempre apocopato.
Un esempio di questa singolare vena poetica si può leggere nella bislacca poesia didascalica (la n. 13 della raccolta a stampa) dedicata all'Astronomia: 
(Stronomia)
Altro esempio notevole è quella dedicata alle eclissi di luna e di sole (la n. 90 dell'edizione a stampa): 
(Ecclissi)
Molto note sono le due strofe in cui si pronuncia sulla nocività dell'alcolismo e degli eccessi etilici e sul tema (di ascendenza alcaica e anacreontica) del rapporto tra il bere (con moderazione) e la creazione poetica:
Il far' uso del liquore | con dovuta temperanza | l'Estro sveglia, e con possanza | spinge l'Uomo a poetar.»
Il commiato del poeta dal lettore, nell'ultima strofa, racchiude una morale alla maniera ingarrichiana:

## Fortuna editoriale dell'opera
Lo scopo di Ingarrica era ingenuamente didascalico e pedagogico. Ecco come l'autore definiva il compito e la forma delle sue anacreontiche: 
Non appena pubblicate, le rime scalcagnate di Ferdinando Ingarrica suscitarono scalpore e ilarità nel pubblico letterario napoletano, per la piattezza della vena poetica e per l'irresistibile e accidentale comicità degli esiti letterari: proprio questi elementi, per una sorta di eterogenesi dei fini, ne determinarono il successo editoriale. L'opera, infatti, andò letteralmente a ruba, nonostante il prezzo non fosse per niente basso (30 grana, equivalente a 1,27 Lire). Ingarrica aveva organizzato perfino un ufficio di vendita della sua opera nella cancelleria del tribunale e un altro, a Napoli, presso un certo signor Palermo, in una via del quartiere San Carlo all'Arena. Presto iniziarono a circolare composizioni che si ispiravano a quell'inusitata maniera poetica che aveva visto la luce con le anacreontiche di Ingarrica, tanto che, per riferirsi ironicamente alle poesie di questo nuovo "genere letterario", fu coniato il termine di ingarrichiana (o incarrighiana), forme abbreviate antonomasiche per "canzonetta incarrighiana". Questa circolazione "secondaria" di poesie "due per quattro" era spesso opera di autori che se ne servivano come divertissement o come satira politica, e per varie ragioni, preferivano nascondersi dietro l'anonimato: ma la pubblicazione avveniva molto spesso in maniera apocrifa, con tanto di attribuzione a Ingarrica, al fine di sfruttare il sicuro effetto di richiamo sugli acquirenti garantito dal nome del magistrato capostipite ben stampato in copertina. Le dimensioni del successo, l'aperta derisione di cui fu fatto segno il magistrato, e la circolazione di irridenti composizioni apocrife, iniziò a procurargli, con gli anni, non pochi problemi nei confronti della famiglia reale e del sovrano, Ferdinando II delle Due Sicilie. I familiari del magistrato, nel tentativo di sottrarne l'immagine al ridicolo che egli stesso si era inconsapevolmente procurato, cercarono di ritirare dal mercato quante più copie fosse possibile, acquistandone di nascosto moltissimi esemplari dai librai per destinarli a distruzione. Questo, ovviamente, favoriva le vendite anche delle opere apocrife degli sbeffeggiatori. Per lo stesso motivo, poi, le copie della prima edizione dell'opuscolo divennero così rare da essersi trasformate, col tempo, in una quasi introvabile rarità antiquaria. Gli sforzi della famiglia, per quanto prolungati e dispendiosi, risultarono comunque vani: in seguito al successo, uscirono comunque numerose ristampe, almeno fino alla decima.
Anche nel XX e nel XXI secolo se ne sono date nuove edizioni. La popolarità si è a tal punto perpetuata che, almeno ai tempi della testimonianza del bibliotecario Giuseppe Fumagalli, esistevano ancora a Napoli persone in grado di recitarle tutte e cento a memoria. Il tempo aveva trasformato la figura in carne e ossa del magistrato in una maschera universale, "il tipo dell'alto funzionario magniloquente e cretino [...] parodiato, [...] imitato, [...] sbeffeggiato".

## Fortuna letteraria

### Fortuna ottocentesca

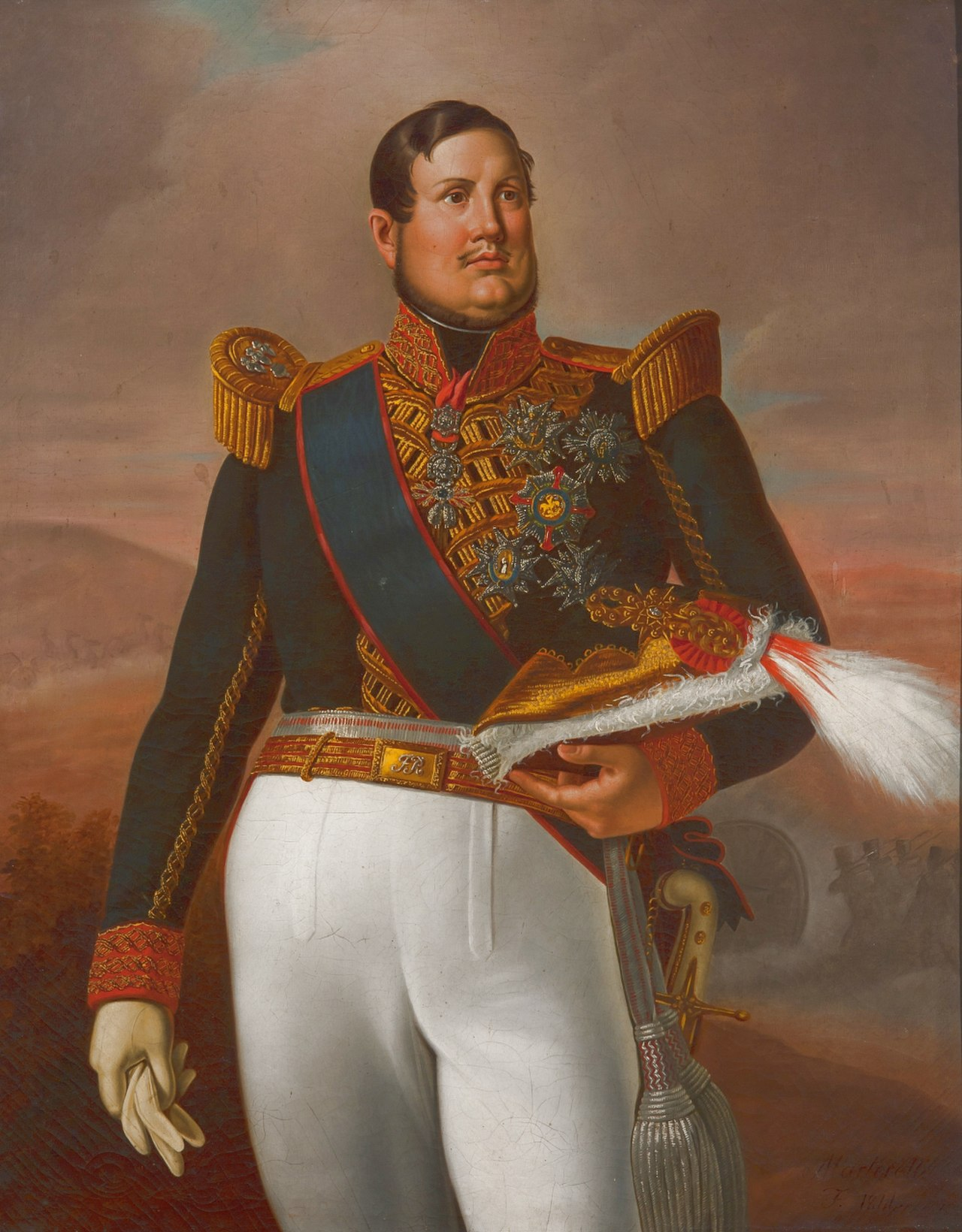
Re Ferdinando II, bersaglio di ingarrichiane apocrife.

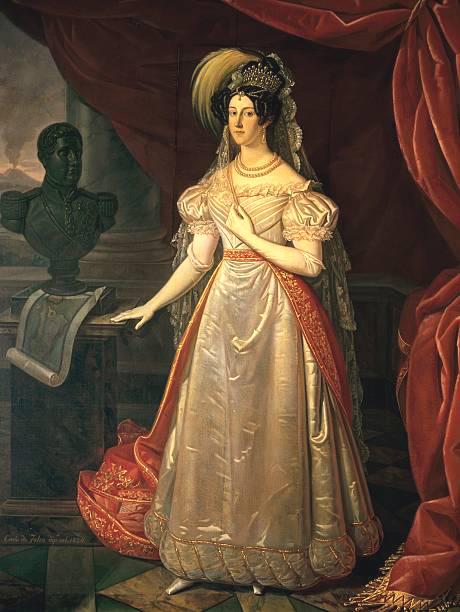
La regina Maria Cristina di Savoia, il cui testamento spirituale fu colpito dagli strali di un'ingarrichiana apocrifa.

Tra i primi emuli di Ingarrica vi fu anche Francesco Paolo Ruggiero che pubblicò, in forma anonima, diverse poesie, insulse, all'apparenza, perché confezionate con quella scempiaggine bislacca che era il marchio di fabbrica di Ingarrica, ma intrise di caustico e velenosissimo spirito critico.
A Francesco Paolo Ruggiero, infatti, Vittorio Imbriani attribuisce, in maniera da lui definita certissima, due strambe quartine, ironiche e sarcastiche, dedicate all'evento della nascita del principino Franceschiello nel 1836, in cui un l'auspicio di un fausto avvenire per l'erede dei Borboni di Napoli sottende l'augurio di una precoce morte del re Ferdinando II: 
Possa il cielo, oh possa presto | farti ascendere sul trono! | Sarà questo il più gran dono | che può farci il nostro Re.»
(Componimento apocrifo, attribuito a Francesco Paolo Ruggiero)
Sulla reazione del destinatario di questa poesia sono fioriti aneddoti secondo cui il re, dopo averla letta, si sarebbe prodotto in uno di quei noti e tipici gesti napoletani di scaramanzia che a lui erano familiari. L'autore di questa composizione, da un punto di vista formale, ricalca la maniera bislacca dell'Ingarrica, e ripercorre i "tòpoi" della sua poetica, come la tipica troncatura del verso finale, e l'esibizione di un errore ortografico (gigande per gigante) di cui l'autore si serve come improbabile licenza poetica, alla maniera ingarrichiana, per forzare la buffa rima con il verso immediatamente precedente nella prima strofa.
Altra velenosa ingarrichiana, Francesco Paolo Ruggiero fece circolare anonimamente alla morte di Maria Cristina di Savoia nel 1836: 
(Componimento apocrifo, attribuito a Francesco Paolo Ruggiero)
La poesia si riferisce a un atto di "generosità" della regina, che, nel testamento, aveva disposto che fossero scelte cinquanta giovanette, tra quelle lasciate orfane nell'epidemia di colera del 1835, perché fossero rinchiuse nel monastero annesso alla Chiesa del Sacro Cuore e di Santa Rita alla Salute.
Queste due anacreontiche circolarono in forma manoscritta, insieme ad altre sei, con il seguente titolo: Componimenti con cui l'autore Ferdinando Ingarrica ha inteso dimostrare il suo dolore per la morte della defunta Regina e de' suoi amici in otto ottave anacreontiche in due volte quattro versi. La tradizione manoscritta di queste otto composizioni apocrife continuò fino al 1860, quando furono incluse in una delle raccolte di genuine "ingarrichiane", tanto che ancor oggi vengono confuse con quelle autentiche: fraintendendone la vena corrosiva e satirica, vengono erroneamente interpretate come frutto del servilismo del magistrato verso la casa reale.

### XX e XXI secolo

Lo zoologo Carlo Emery, epigono ingarrichiano sotto il nom de plume di "Cocò (il Pappagallo)"

Ettore Petrolini, estimatore del genere poetico

La fortuna e il seguito del genere ingarrichiano si sono irradiate anche nel XX secolo.

#### Primo Novecento

##### Carlo Emery, aliasCocò il pappagallo
Esempio di poesia dilettevole ispirata all'estro ingarrichiano furono le composizioni parodistiche con cui lo zoologo Carlo Emery volle mettere alla berlina l'attitudine di certi studenti a imparare a memoria gli argomenti d'esame:
(Cocò (il Pappagallo), Zoologia popolare, ovvero la Bestiale Commedia)
Le poesiole di Carlo Emery, cento in tutto, ciascuna composta da tre strofe (anziché due, come nell'originale ingarrichiano), furono pubblicate nel 1905 dall'editore Nicola Zanichelli in un volume di 114 pagine dal titolo Zoologia popolare, ovvero la Bestiale Commedia: nuove dispense di zoologia per le sessioni straordinarie d'esami disposte in 100 strofe facili e amene. Precedute da una lettera di Carlo Emery all'autore. L'autore delle strofe era dissimulato sotto lo pseudonimo di "Cocò (il Pappagallo)".

##### Versi maltusiani della cerchia futurista diLacerba
Altri insospettabili epigoni "ingarrichiani" furono alcuni insigni esponenti del Movimento futurista, come Giovanni Papini, Ardengo Soffici, Filippo Tommaso Marinetti, Luciano Folgore o l'attore e drammaturgo Ettore Petrolini, quando si cimentarono nella composizione dei celebri Versi maltusiani, ispirati alla stramba poetica "ingarrichiana". 

#### Secondo Novecento
La singolarità della fortuna di una figura come quella di Ferdinando Ingarrica ne ha fatto oggetto di una sorta di riabilitazione: Ettore Janni gli trova una collocazione nella letterarietà italiana ottocentesca, annoverandolo tra i poeti minori, come parodista, seppure "involontario": a lui dedica un capitolo nel terzo volume della opera di Janni sui poeti minori dell'Ottocento, antologizzando dodici delle anacreontiche "ingarrichiane" e sintetizzando così l'esemplarità della sua figura, non dissimile, per qualità, da quella di tanti scadenti poeti e letterati considerati alla stregua di figure di riguardo: 
(Ettore Janni, 1955)
Il biblista Paolo De Benedetti, nello scrivere il più lungo limerick della letteratura italiana (Viaggio in Limerick sul Reno e dintorni / dai Paesi Bassi alla Svizzera / con osservazioni storiche & geografiche / & pittoriche & una incarrighiana morale / di due ill.mi Dottori dell'Ambrosiana, 1957) utilizzò dichiaratamente come chiusa una parafrasi della strofa anacreontica con cui Don Ferdinando Ingarrica prendeva commiato dal suo lettore:
Tullio De Mauro ha paragonato la sua versificazione alle modeste prove poetiche offerte dalla canzone italiana (almeno fino agli inizi degli anni '60), per buona parte dei cui parolieri Ferdinando Ingarrica sembra essere il maestro.

## Edizioni
- Opuscolo che contiene la raccolta di cento anacreontiche su di talune scienze, belle arti, virtù, vizj, e diversi altri soggetti, composto per solo uso de' giovanetti, Napoli, Tipografia dell'Aquila, 1834.
- Ferdinando Ingarrica, La raccolta di cento anacreontiche, introduzione di Tullio De Mauro, 2000, ristampa digitale, per la nascita di Marina Angela Marsilio, di: Opuscolo che contiene la raccolta di cento anacreontiche su di talune scienze ecc., di F. Ingarrica, ecc. (Pistoja, dalla Tipografia Cino).
- (a cura di Gianandrea De Antonellis), Ferdinando Ingarrica, Cento anacreontiche, Franco Di Mauro editore, 2013 ISBN 978-88-97595-37-3.